# Eudonia lycopodiae
Eudonia lycopodiae là một loài bướm đêm trong họ Crambidae.